# Rue de la Voûte
Rue de la Voûte är en gata i Quartier du Bel-Air i Paris tolfte arrondissement. Gatans namn kommer av att den tidigare korsade Cours de Vincennes under en välvd (franska: voûte) passage. Rue de la Voûte börjar vid Avenue du Docteur-Arnold-Netter 54 och Avenue de Saint-Mandé 71 och slutar vid Boulevard Soult 130.
Över Rue de la Voûte löper den tidigare järnvägsbron Pont de la Rue de la Voûte.

## Omgivningar
- Immaculée-Conception
- Saint-Louis de Vincennes
- Jardin Debergue – Rendez-Vous
- Cité du Rendez-Vous
- Cité Debergue
- Impasse Vassou
- Passage de la Voûte
- Rue du Gabon
- Rue Montéra

## Bilder
| - Pont de la Rue de la Voûte. - Gatuskylt. - Immaculée-Conception. - Saint-Louis de Vincennes. - Jardin Debergue – Rendez-Vous. |

## Kommunikationer
- Tunnelbana – linje  – Porte de Vincennes
- Busshållplats Porte de Vincennes – Paris bussnät
- Spårvagnshållplats Porte de Vincennes – Paris spårvägar

### Webbkällor
- ”Rue de la Voûte”. Mairie de Paris. https://web.archive.org/web/20160303221612/http://www.v2asp.paris.fr/commun/v2asp/v2/nomenclature_voies/Voieactu/9893.nom.htm. Läst 16 december 2023.
- ”Rue de la Voûte (12ème arrondissement)”. Les rues de Paris. https://web.archive.org/web/20160409044526/http://www.parisrues.com/rues12/paris-12-rue-de-la-voute.html. Läst 16 december 2023.